# Sintecu

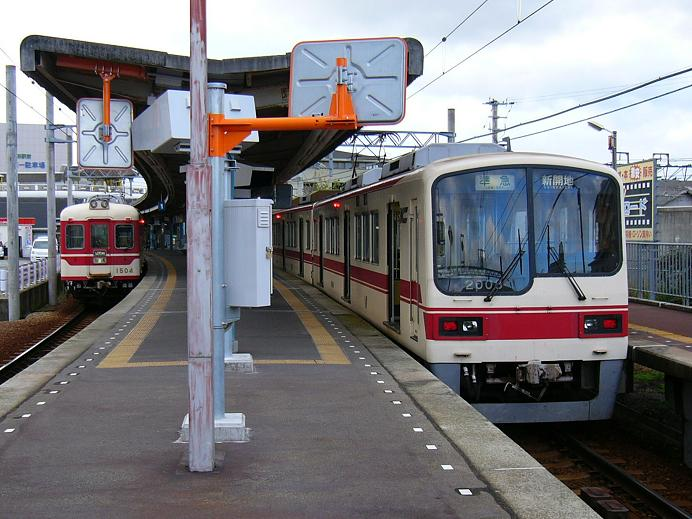
Az egyik szerelvény

A Kōbe Electric Railway Co., Ltd. (japánul 神戸電鉄株式,会社, átírással Kóbe Dentecu Kabusiki Gaisa) vagy Sintecu (神鉄) egy magántulajdonban lévő japán vasúttársaság, amely Kóbéban és közvetlen közelében működik.

## Vonalak
- Arima vonal (有馬線) (Minatogava-Arima Onszen)
- Szanda vonal (三田線) (Arimagucsi-Szanda)
- Kóen-Tosi vonal (公園都市線) (Jokojama-Woody Town Csúó)
- Ao vonal (粟生線) (Szuzurandai-Ao)